# Gare de Comber
Pour les articles homonymes, voir Comber (homonymie).
La  gare de Comber  est une gare ferroviaire canadienne, érigée par le chemin de fer Canada Southern Railway entre 1872 et 1873.

## Situation ferroviaire
La gare se trouve à 13,79 milles au nord de Leamington sur l'embranchement de Leamington du Canada Southern Railway, le long de la ligne principale du Canada Southern.

## Histoire
Le 5 octobre 1872, la voie ferrée a été posée d'Amherstburg jusqu'à l'est de West Tilbury. John Fletcher a octroyé au chemin de fer 17 acres de terrain pour une gare sur la frontière située entre Raleigh et East Tilbury. Le plan du bâtiment y est aménagé peu après .
La gare est construite en cadre de bois en 1880. En 2010, elle est en bon état, nécessitant quelques réparations. Notons que la configuration des fenêtres est modifiée depuis sa construction .
Un train local (avec seulement une locomotive et un wagon passager) servait la gare, partant en direction est de Tilbury à 7h00 chaque matin. La gare servait la communauté de Comber et ses industries, incluant la Comber Tile Yard qui récoltait de l'argile Brookstone du sol local et faisait des tuiles de drainage pour les terres agricoles. Il y avait aussi des parcs à bestiaux près des rails où les bovins et les porcs s'habritaient avant et après le chargement sur des wagons. La gare servait également un moulin à farine et deux détaillants de pétrole qui recevaient leurs produits par rail .
Un avis public de vente de la propriété est affiché par le Canadien National sur un mur extérieur de l'ancienne gare de Comber en 2018. Un architecte d'Ottawa désire acheter la gare pour la transformer en bureaux. L'édifice de 1500 pieds carrés vient avec un terrain de 0.8 acres (les rails sont levés). L'architecte veut ramener le bâtiment à son aspect d'origine. Suivant son statut de Gare ferroviaire patrimoniale, l'architecte donne avis au Gouvernement du Canada et au Canadien National; pendant ce temps, le public peut commenter ou refuser la vente .

## Patrimoine ferroviaire
La gare est désignée gare ferroviaire patrimoniale du Canada depuis 1996. Nous notons « son plan rectangulaire simple; sa construction à ossature de bois et son parement de planches supportées par des tasseaux; ses dimensions modestes et sa forme, composée d'un bloc de plain-pied avec un toit à pignon à pente moyenne; le poste de l'opérateur en saillie côté sud » Elle est construite sous l’influence du style gothique des charpentiers. « Sa conception est typique des gares de la première génération construites par les compagnies ferroviaires en Ontario. C'est une des rares gares de bois en Ontario datant des années 1870, dont on compte probablement trois seulement. » .
En 2018, la gare reste sans désignation de la Loi sur le patrimoine de l'Ontario . En janvier 2019, le gouvernement municipal publie un Avis d'intention de désigner la gare sous la Partie IV de la Loi sur le patrimoine de l'Ontario , avec l'adoption du règlement désignant la gare ferroviaire de Comber en vertu de la Loi sur le patrimoine de l'Ontario le 9 avril 2019 .